# Cerro Leonera
El cerro Leonera es una montaña chilena de los Andes centrales que queda al oriente de Santiago. Forma un cordón montañoso junto al cerro El Plomo, cerro Pintor, cerro Altar y al cerro Littoria.